# Lagwagon
Lagwagon est un groupe de punk rock et skate punk américain, originaire de Goleta, en Californie.

## Biographie
Le groupe est initialement formé en 1988 sous le nom de Section 8 à Goleta, en Californie. Le groupe n'est alors pas satisfait de son chanteur. En effet, Section 8 avait enregistré un quatre titres avec Joey Cape, qui était d'après les membres meilleur en chant. Après que sa petite amie l'a quitté pour le chanteur de Section 8, Joey Cape accepte d'intégrer le groupe. En 1990, le groupe change de nom, car beaucoup de groupes en Californie sont appelés Section 8. Parmi 200 noms différents, ils choisissent Lagwagon (littéralement « van qui traine ») en mémoire de la fourgonnette utilisée par le groupe pour une tournée (fourgonnette toujours en panne). Après des tournées régulières, plusieurs CD et la voix de Joey Cape, Lagwagon réussit à sortir de l'anonymat, aidé en cela par des fans fidèles les soutenant parfois depuis 10 ans. 1992 marque un tournant pour Lagwagon, car ils décrochent un contrat avec Fat Wreck Chords, devenant ainsi le deuxième groupe du label, après NOFX.
En 2005, l'ancien batteur du groupe, Derrick Plourde, et ami de Joey Cape, se suicide. L'album Resolve est un hommage à cet ancien membre de Lagwagon : l'album a été composé et enregistré en une dizaine de jours, très peu de temps après le décès de Derrick. La chanson Sad Astronaut tire son nom du projet de Joey Cape auquel il participait, Bad Astronaut. En parallèle à Lagwagon, Joey Cape se consacre à de nombreux projets parallèles, comme The Playing Favorites (avec d'anciens complices de Bad Astronaut) dont le premier album sort en décembre 2007. En 2008, Lagwagon publie un EP intitulé I Think My Older Brother Used to Listen to Lagwagon. Malgré plusieurs annonces selon lesquelles le groupe enregistrerait un nouvel album d'ici 2009, Lagwagon se retire encore des tournée et des enregistrements, à cause de la carrière solo de Cape, qui publiera son album Bridge en 2008 et Doesn't Play Well with Others en 2010.
En janvier 2010, Joey Cape annonce le départ Jesse Buglione. Cependant, Cape dément toute rumeur parlant de la séparation de Lagwagon. Non certain que le groupe pourrait enregistrer un nouvel album ou faire une autre tournée à grande échelle, il explique que Lagwagon pourrait faire quelques concerts et publier quelques chansons. Jesse Buglione confirme son départ de Lagwagon comme le rapportent sputnikmusic.com et punknews.org. Lagwagon tourne avec No Use for a Name cet été. Joey Cape, révèle l'identité de leur nouveau bassiste Joe Raposo. Raposo n'est pas totalement étranger au groupe puisqu'il joue dans Rich Kids on LSD avec d'autres membres de Lagwagon. En juin 2011, Cape explique que rien ne se passe comme prévu avec Raposo, et que le groupe teste un nouveau bassiste. Le 22 septembre 2011, Fat Wreck annonce la réédition de leurs cinq premiers albums en formats CD, vinyle, et en téléchargement payant. Les albums sont publiés individuellement et également regroupés dans un coffret intitulé Putting Music In Its Place ; chaque album est agrémenté de morceaux inédits, de démos et de versions acoustiques, portant le nombre de morceaux à un total de 141 chansons. Les rééditions sont publiées le 22 novembre 2011. En octobre 2012, Cape annonce un nouvel album de Lagwagon, leur premier depuis Resolve en 2005.
Le groupe enregistre un nouvel album, Hang, avec Bill Stevenson et Jason Livermore au studio Blasting Room, de Fort Collins, CO. L'album est publié le 28 octobre 2014, et débute 95e du Billboard 200.

## Style musical
Le style de Lagwagon se caractérise par un punk rapide et mélodique, proche de la vague skate punk des années 1990, comme un grand nombre de groupes du label Fat Wreck Chords, avec une batterie intense et une guitare puissante, avec cependant une influence metal très marquée dans la construction de leurs morceaux.

## Discographie

### Albums studio
- 1992 : Duh
- 1994 : Trashed
- 1995 : Hoss
- 1997 : Double Plaidinum
- 1998 : Let's Talk About Feelings
- 2003 : Blaze
- 2005 : Resolve
- 2014 : Hang
- 2019 : Railer

### Album live
- 2005 : Live in a Dive

### EP
- 2008 : I Think My Older Brother Used to Listen to Lagwagon

### Compilation
- 2000 : Let's Talk About Leftovers

## Membres

### Membres actuels
- Joey Cape – chant (depuis 1990)
- Chris Flippin – guitare (depuis 1990)
- Dave Raun – batterie (depuis 1996)
- Chris Rest – guitare (depuis 1997)
- Joe Raposo – basse (depuis 2010)

### Anciens membres
- Shawn Dewey – guitare (1990–1996)
- Ken Stringfellow – guitare (1996–1997)
- Jesse Buglione – basse (1990–2010)
- Derrick Plourde – batterie (1990–1996, décédé en 2005)

### Membres de tournée
- Lindsay McDougall – guitare (2008)
- Scott Shiflett – guitare (2008)
- Chris Shiflett – guitare (1996)
- Evan Butler – batterie (1992)